# Tordylium
Tordylium, és un gènere de plantes apiàcies. Conté unes 16 espècies i la seva distribució és a l'Orient i la regió mediterrània, l gènere penetra també a la regió eurosiberiana. Als Països Catalans es troben les espècies. Tordylium maximum i Tordylium apulum.

## Taxonomia
Aquest gènere va ser descrit per Linnaeus i publicat a Species Plantarum 1: 239–240. 1753.
- Tordylium aegaeum L., 1753
- Tordylium aegyptiacum (L.) Lam.
- Tordylium elegans (Boiss. & Balansa) Alava
- Tordylium maximum L.